# 7 (Enrique Iglesias)
7 è il nono album (il settimo se non si tengono presente i due greatest hits) del cantante spagnolo Enrique Iglesias pubblicato nel 2003.

## Tracce
1. Not in Love – 3:42 (Enrique Iglesias, Paul Barry, Mark Taylor, Fernando Garibay)
2. The Way You Touch Me – 3:50 (Enrique Iglesias, Alex Ander, Rob Davis)
3. Say It – 4:21 (Enrique Iglesias, Alex Ander, Rob Davis)
4. California Callin' – 3:48 (Enrique Iglesias, Paul Barry, Mark Taylor)
5. Addicted – 5:00 (Enrique Iglesias, Paul Barry, Mark Taylor)
6. Break Me, Shake Me – 3:38 (Enrique Iglesias, Alex Ander, Rob Davis)
7. Free – 3:35 (Enrique Iglesias, Paul Barry)
8. Be Yourself – 4:38 (Enrique Iglesias, Paul Barry)
9. Wish You Were Here (With Me) – 4:13 (Enrique Iglesias, Paul Barry, Mark Taylor)
10. You Rock Me – 3:43 (Enrique Iglesias, Paul Barry, Mark Taylor)
11. Roamer (feat. Kara DioGuardi) – 3:54 (Enrique Iglesias, Tony Bruno, Kara Diaguardi)
12. Live It Up Tonight – 4:11 (Enrique Iglesias, Alex Ander, Rob Davis)
13. Adicto (Bonus Track) – 5:00

## Classifiche
| Classifica (2003-04) | Posizione più alta |
| -------------------- | ------------------ |
| Australia            | 15                 |
| Austria              | 48                 |
| Belgio (Fiandre)     | 70                 |
| Francia              | 142                |
| Germania             | 27                 |
| Paesi Bassi          | 44                 |
| Portogallo           | 20                 |
| Regno Unito          | 13                 |
| Spagna               | 31                 |
| Stati Uniti          | 31                 |
| Svezia               | 49                 |
| Svizzera             | 11                 |